# Перис Валлийский
Перис (VI век) — отшельник Валлийский. День памяти — 11 декабря.
Св. Перис — один из малоизвестных раннехристианских валлийских святых. Он упоминается в книге Bonedd y Saint, в которой перечислены родословные валлийских святых, как 'Римский кардинал'. Однако, быть может он был одним из многочисленных детей Хелига ап Гланнога (Helig ap Glannog) из Тино Хелиг (Tyno Helig). По преданию, он стал отшельником в Нант Перис (Nant Peris), Северный Уэльс (North Wales). Церковь в этом селе посвящена ему. Некоторые источники указывают, что его слугой был св. Сиан. Ффиннон Перис (Ffynnon Peris), или Ффиннон и Сант (Ffynnon y Sant) — источник в Нант Перис, названный в честь святого, который по преданию держал в нём двух рыб и пил из него каждый день. Расположенная неподалёку деревня Лланберис (Llanberis) названа в честь св. Периса, также как и озеро Ллин Перис (Llyn Peris), расположенное между Нант Перис и Лланберис.

## Источник
- Baring-Gould, Sabine (1907). Lives of the British Saints'.